# Wang Feng (simhoppare)
Wang Feng (kinesiska: 王峰; pinyin: Wáng Fēng), född 17 april 1979 i Xintai, Tai'an, Shandong, är en kinesisk simhoppare som vann OS-guld 2008 tillsammans med Qin Kai.